# Darrell Roodt
Darrell Roodt (ur. 28 kwietnia 1962 w Johannesburgu) – południowoafrykański reżyser i scenarzysta filmowy. Autor ponad 50 tytułów kinowych i telewizyjnych, niestroniący od filmów klasy B.

## Życiorys
Urodził się i dorastał w Johannesburgu w rodzinie rasowo białej. Jego młodość przypadła na czasy szczytu polityki apartheidu, której wielokrotnie się sprzeciwiał, jeszcze w latach 80. Jego dramat Miejsce płaczu (1986) uważany jest za pierwszy film o tematyce anty-apartheidowej, nakręcony przez reżysera z RPA.
Później zasłynął z filmu Sarafina! (1992), międzynarodowej koprodukcji z Whoopi Goldberg w roli głównej. Wcieliła się ona w postać nauczycielki, inspirującej młodych ludzi do udziału w tzw. rewolcie w Soweto z 1976, czyli masowych i krwawo stłumionych protestach przeciwko wprowadzeniu obowiązku używania języka afrykanerskiego w edukacji. Film zaprezentowany został premierowo w ramach pokazów pozakonkursowych na 45. MFF w Cannes, gdzie otrzymał 10-minutową owację na stojąco.
Artystycznym sukcesem okazał się film Yesterday (2004), który miał swoją premierę w sekcji "Horyzonty" na 61. MFF w Wenecji. Dramat ten był nominowany do Oscara dla najlepszego filmu nieanglojęzycznego jako pierwszy w historii obraz z RPA. Fabuła koncentrowała się wokół postaci tytułowej młodej Zuluski i matki siedmioletniej córki, która dowiaduje się, że jest chora na AIDS.